# Орынбай
Орынбай (каз. Орынбай) — село в Жанааркинском районе Карагандинской области Казахстана. Административный центр Целинного сельского округа. Находится примерно в 18 км к юго-востоку от районного центра, посёлка Жанаарка. Код КАТО — 354469100.

## Население
В 1999 году население села составляло 581 человек (294 мужчины и 287 женщин). По данным переписи 2009 года в селе проживало 520 человек (258 мужчин и 262 женщины).